# Ghostbusters
Denna artikel handlar om media-franchisen Ghostbusters. För andra betydelser se Ghostbusters (olika betydelser).
Ghostbusters (ungefär Spökjägare) är en franchise ursprungligen producerad som långfilm 1984. Handlingen kretsar kring en grupp bestående av fyra vetenskapsmän i New York som med hjälp av högteknologisk utrustning utrotar spöken och andra övernaturliga varelser. Den första filmen blev ett populärkulturfenomen följt av en uppföljare, animerade TV-serier, TV-spel, serietidningar, attraktioner, rollspel och andra produkter.

## Utvecklingen
Konceptet för första filmen var inspirerad av Dan Aykroyds egna intresse för paranormala fenomen och den var från början tänkt för Aykroyd som en förmedlare och kollegan John Belushi från Saturday Night Live. Aykroyd kom på Ghostbusters efter ha läst en artikel om kvantfysik i American Society of Psychical Research Journal och tittat på filmer som  Ghostchasers. Aykroyd tänkte, "Låt oss göra om en av dessa gamla spökkomedier, men låt oss använda den forskning som görs idag. Redan vid den tiden fanns det rimlig forskning som skulle kunna peka på en utrustning som kan fånga ektoplasma eller materialisering, åtminstone visuellt".
Den ursprungliga berättelsen som skrevs av Aykroyd var mycket mer ambitiös och ofokuserad än den version som slutligen filmades. I Aykroyds ursprungliga idé skulle en grupp Ghostbusters resa genom tid, rymd och andra dimensioner med spöken (av vilka Stay Puft Marshmallow Man bara var ett av många). Ghostbusters bar SWAT-liknade plagg och använde trollstavar istället för Proton Pack att bekämpa spöken med. Ghostbusters storyboard visar att de bär kravallpolis-liknade hjälmar med löst öppna visir. Det ursprungliga utkastet från manuset skrivet av Aykroyd var för stort, jämfört med en "telefonkatalog" av regissören Ivan Reitman.
Aykroyd skickade sin idé till regissören/producenten Ivan Reitman som gillade den grundläggande tanken men såg direkt de finanspolitiska omöjligheter som efterfrågades av Aykroyds första utkast. På Reitmans förslag fick historien en större omarbetning och utvecklades så småningom till det slutgiltiga filmmanuskript som Aykroyd och Ramis arbetat fram under några månader i ett skyddsrum i Martha's Vineyard (enligt Ramis i en kommentar på DVD under filmen). Aykroyd och Ramis skrev ursprungligen manuset till roller som skulle spelas av Belushi, Eddie Murphy och John Candy. Men Belushi dog av en överdos av droger under arbetet på manuset och varken Murphy eller Candy kunde medverka i filmen på grund av andra åtaganden, så Aykroyd och Ramis gjorde en del förändringar och fick fram ett grundläggande men ändå sci-fi-orienterat manuskript som deras slutgiltiga förslag.
Förutom Dan Aykroyds high concept och Ramis skicklighet att binda de fantastiska elementen med realistiska miljöer, gynnades filmen av Bill Murrays förmåga att halvimprovisera som Peter Venkman, figuren som ursprungligen skulle spelats av Belushi. Omfattningen av Murrays improvisation var stor, vissa påstår att han inte läste manuset alls utan improviserade så pass bra att han borde få beröm i eftertexterna, medan andra påstår att han endast improviserade ett fåtal repliker och använde sin vanliga komik på resten för att få repliker att verka spontana.
Med den första DVD-releasen vid 15-årsjubileet av filmens ursprungliga biopremiär avslöjades många originalkoncept från filmen, baserade på bildmanus: Louis Tully var ursprungligen tänkt att vara en konservativ man i kostym spelad av komikern John Candy, men Candy kunde inte ta rollen. Rollen togs av Rick Moranis vilken istället framställer Louis som nörd. Gozer skulle ursprungligen dykt upp som Ivo Shandor som en smal, alldaglig man i kostym spelad av Paul Reubens. I slutproduktionen spelades Gozer av den jugoslaviska fotomodellen Slavitza Jovan, med östeuropeisk accent (senare dubbad av Paddi Edwards). Detta orsakade att repliken "choose and perish" lät mer som "Jews and berries".
Winstom Zeddemore skrevs med Eddie Murphy i åtanke, men han blev upptagen med inspelningen av Snuten i Hollywood. Med Murphy i rollen skulle han ha blivit anställd mycket tidigare i handlingen och han skulle varit med i jakten på Slimer som skedde på hotellet i Peter Venkmans ställe. När Ernie Hudson tog över beslutade de att han skulle dyka upp senare för att indikera att Ghostbusters kämpade mot utbrottet av alla spöken i slutet.
För att få tillräckligt med ljus till Gozers tempel och skapa alla fysiska effekter fick de stänga andra scenbyggen för att få ström nog att driva allt. Entrén i Sedgewick Hotel var ursprungligen byggd för filmen Rich and famous från 1981 och efterliknade Algonquin Hotel i New York där Reitman ursprungligen ville göra hotellscenerna. New York Biltmore Hotel valdes på grund av sin stora lobby så att man kunde göra scenen med Ghostbusters i full utrustning för första gången. Dana Barret och Louis Tullys lägenheter byggdes bredvid varandra på två stora scener och byggdes ihop med en riktig korridor mellan, något som är ovanligt i en filmproduktion.
Ett problem uppstod då de upptäckte att det fanns en TV-serie producerad av Filmation för CBS från 1975 kallad The Ghost Busters med Larry Storch och Forest Tucker i rollerna (seriens titel är särskriven istället för med ett ord som i 1984 års film). Columbia Pictures skapade därför en lista på alternativa namn i fall de inte fick rättigheterna till just Ghostbusters, men under filminspelningens slut skrek alla statister "Ghostbusters" vilket fick studion att köpa loss rättigheterna till namnet. I testvisningen av filmen hade man tagit bort hälften av alla spökeffekter eftersom allt ännu inte var färdigt. Publiken var ändå entusiastisk och spökeffekterna lades till i den färdiga versionen inför biopremiären kort därefter.

## Rollfigurer

### Louis Tully
Louis Tully är revisor och vän till Dana Barret, spelad av Rick Moranis i filmerna Ghostbusters – Spökligan och Ghostbusters 2 och med engelsk röst av Rodger Bumpass i animerade TV-serien Slimer! And The Real Ghostbusters och på svenska av Dick Eriksson. Tillsammans med Dana blir han besatt av de två demonerna (Terrorhundarna som också är kända som Zuul och Vinz Clortho) och öppnar den interdimensionella porten för att få Gozer till Jorden i den första filmen. I Ghostbusters 2 avslöjar han att han har tagit juristexamen på kvällskurser och representerar Ghostbusters vid rättegången. Senare sätter han på sig Spenglers overall och Proton Pack för att besegra det onda spöket Vigo the Carpathian. Efter Ghostbusters 2 blev han en oregelbundet uppdykande figur som deras juridiska och finansiella rådgivare och liksom i andra filmer som Moranis har arbetat med improviserade han vissa repliker.

### Slimer
Slimer är en fiktiv vänlig figur (röst av regissören Ivan Reitman) som syns för första gången i filmen Ghostbusters – Spökligan på ett hotell och lyckas bli fångad av Ghostbusters men släpps ut igen senare i filmen, han medverkar även i några scener i uppföljaren Ghostbusters 2. Slimer beskrivs till utseendet som ett grönfärgat spöke med stor aptit på mat. Han förekommer i filmerna och i tecknade TV-serien The Real Ghostbusters där han är vän till Ghostbusters. I avsnittet Citizen Ghost i TV-serien (där han även får namnet Slimer av Ray) förklaras att han hjälpte till att fånga klonade spök-versioner av Ghostbusters, vilket är orsaken att de behåller honom. Hans Jonsson gör Slimers röst i den svenska dubbningen, i den engelska versionen av Frank Welker. Slimer finns även med i Extreme Ghostbusters och i Cartoon All-Stars to the Rescue. I Extreme Ghostbusters gör Billy West rösten till Slimer på engelska.

### Stay Puft Marshmallow Man
Stay Puft Marshmallow Man är en destruktiv figur som dyker upp i slutet på första filmen. När guden Gozer beordrar spökjägarna att välja formen för deras förintelse försöker Venkman få sina medarbetare att tömma sina sinnen. Det visar sig emellertid att Ray tänkt på det mest oskyldiga han kunde minnas från sin barndom - the Stay Puft Marshmallow Man - maskoten för "Stay Puft Mashmallows". Strax därefter visar sig en 30 meter hög marshmallowfigur. Figuren förekommer även i The Real Ghostbusters. Inspirationen till figuren kommer från  Pillsbury Doughboy och Michelins maskot.

### Dana Barrett
I den första filmen är Dana Barrett en ensam musiker, och bor i en byggnad som senare blir portal för en sumerisk gud. Dana blir därmed tidigt offer för ovälkommen paranormal aktivitet från filmens antagonist, och söker hjälp hos Ghostbusters efter att ha sett deras reklaminslag på TV. Omedelbart drar hon till sig romantisk uppmärksamhet från Venkman, vars beteende självklart gör henne betydligt mer skeptisk till att anlita Ghostbusters som hjälp. Dana spelas av Sigourney Weaver i filmerna Ghostbusters – Spökligan och Ghostbusters 2. I uppföljaren är hon frånskild mor till en åtta månader gammal baby vid namn Oscar. Det görs omedelbart tydligt att Peter Venkman varken är barnets far eller Danas före detta pojkvän. Då filmen börjar arbetar Dana med att restaurera målningar på museet. Genom att hennes barn blir offer för övernaturliga krafter, leder hennes arbete till att Ghostbusters åter kommer in i hennes liv då de bekämpar filmens skurk.

## Gemensamma element

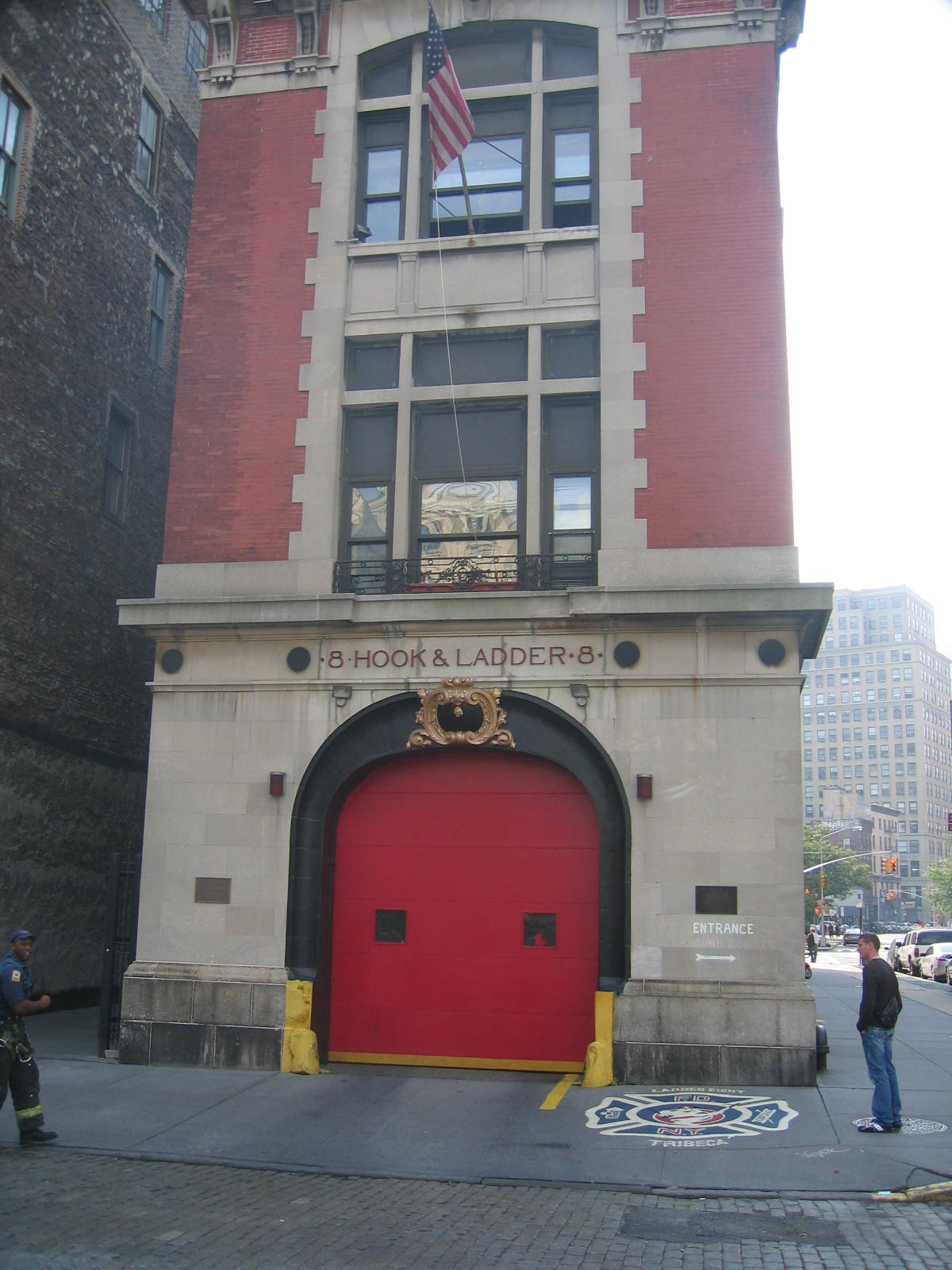
Ghostbusters högkvarter

### Skyddskläder
Ghostbusters skyddskläder är overaller, i första Ghostbusters – Spökligan med brun färg, återkommer i Ghostbusters 2 men byter senare till mörkfärgade overaller. I The Real Ghostbusters får de nya overaller med varsin färg, orsaken var att de gamla utsattes för ektoplasmisk energi från striderna mot Gozer i slutet av första filmen som förklaras i avsnittet Citizen Ghost.

### Proton Pack
Ghostbusters använder Proton Pack, (gevär kopplade till en partikelaccelerator) som används till att skjuta protoner på spöken som man sedan fångar in i en fälla.

### Slime Blower
Ett vapen som förekommer i Ghostbusters 2, den föreställer en tank i metall som bärs på ryggen kopplad till ett gevär, innehållet består av positivt slem.

### PKE-mätare
En PKE-mätare, förkortning för Psyko-Kinetisk Energi (eng. Psycho-Kinetic Energy) som mäter energi som gör det lättare att hitta spöken.

### Spectro-visor
Spectro-Visor har man för att se spöken som till exempel är osynliga.

### Förvaring
Spökena förvaras sen i Ghostbusters högkvarter, i en maskin som håller dem instängda.

### Transport

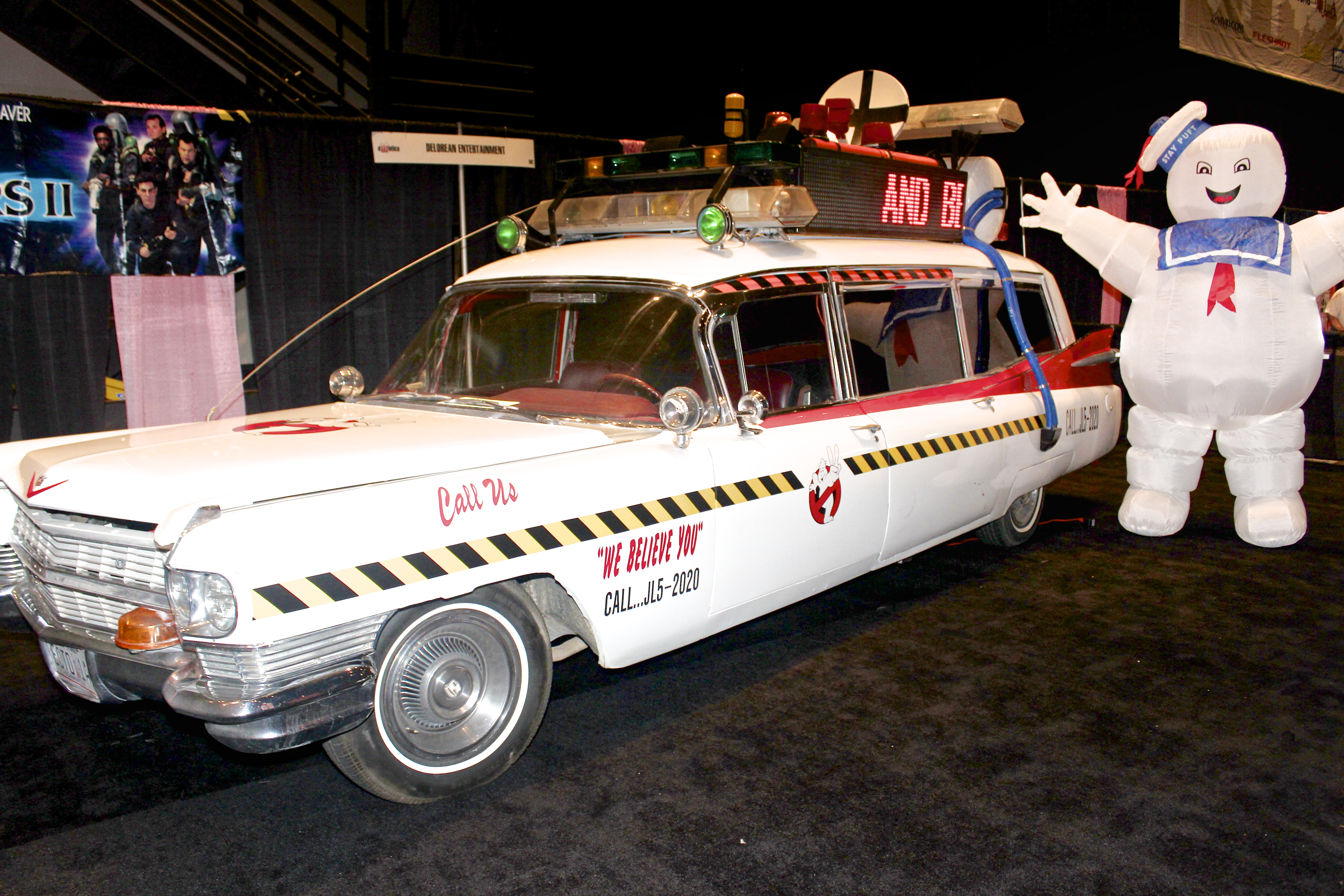
Ectomobile

Ectomobile, även kallad Ecto-1, är en gammal ambulans av märket Cadillac Fleetwood-59. De har också andra fordon som förekommer i The Real Ghostbusters: en helikopter som heter Ecto-2 i enstaka avsnitt och Ecto-3, en motordriven enhjuling med sidvagn i avsnittet The Joke's on Ray. Ray Stantz köpte Ecto-1 för $4800 i första filmen. Bilen var ursprungligen svartfärgad men bytte till vit färg. Anledningen var att filmskaparna ändrade det för att det skulle vara svårt att se bilen i svart under nattscenerna.

### Högkvarter
Högkvarteret ligger i en f.d. brandstation där Ghostbusters också bor.

## Långfilmer
- 1984 – Ghostbusters – Spökligan
- 1989 – Ghostbusters 2
- 2016 – Ghostbusters
- 2021 – Ghostbusters: Afterlife
- 2024 – Ghostbusters: Frozen City

## TV-serier
- 1986 – The Real Ghostbusters (TV-serie)
- 1997 – Extreme Ghostbusters (TV-serie)

## Datorspel
| År   | Titel                          | Konsol                                                                | Utvecklare                                    | Utgivare                                                                  |
| ---- | ------------------------------ | --------------------------------------------------------------------- | --------------------------------------------- | ------------------------------------------------------------------------- |
| 1984 | Ghostbusters                   | Atari 800, Commodore 64, MSX, NES, ZX Spectrum                        | Activision                                    | Activision                                                                |
| 1985 | Ghostbusters                   | Atari 2600, Apple II                                                  | Activision                                    | Activision                                                                |
| 1987 | Real Ghostbusters              | Arkad                                                                 | Data East                                     | Data East                                                                 |
| 1989 | The Real Ghostbusters          | Commodore 64, ZX Spectrum                                             | Activision                                    | Activision                                                                |
| 1989 | Ghostbusters II                | Atari 2600, Amiga, Commodore 64, MSX, Sega Master System, ZX Spectrum | Activision                                    | Activision                                                                |
| 1990 | Ghostbusters II (NES-spel)     | NES                                                                   | HAL Laboratory                                | Activision                                                                |
| 1990 | Ghostbusters                   | Sega Mega Drive                                                       | Sega                                          | Sega                                                                      |
| 1993 | The Real Ghostbusters          | Game Boy                                                              | Kemco                                         | Activision                                                                |
| 2009 | Ghostbusters: The Video Game   | Xbox 360, PlayStation 2, PlayStation 3, Nintendo DS, Wii, PC          | Terminal Reality, Red Fly Studios, Zen Studio | Atari Sony Computer Entertainment (endast Europa, PS2- och PS3-versioner) |
| 2012 | Ghostbusters: Paranormal Blast | Android, IOS                                                          | XMG Studio                                    |                                                                           |
| 2013 | Ghostbusters                   | IOS                                                                   | Beeline Interactive                           | Capcom                                                                    |
| 2014 | Ghostbusters Pinball           | Android, iOS                                                          | FarSight Studios                              | FarSight Studios                                                          |
| 2016 | Ghostbusters                   | Microsoft Windows, PlayStation 4, Xbox One                            | FireForge Games                               | Activision                                                                |
| 2016 | Ghostbusters: Slime City       | Android, iOS                                                          | EightPixelsSquare                             | Activision                                                                |
| 2018 | Ghostbusters World             | Android, iOS                                                          | NextAge                                       | Columbia Pictures, Ghost Corps, FourThirtyThree Inc.                      |

## Attraktioner
Ghostbusters Spooktacular var en åkattraktion som tidigare var beläget vid Universal Studios Florida. Det utspelades i New York-området och visade figurerna från filmerna. Attraktionerna öppnades 7 juni 1990 och stängdes 9 november 1996 för att ge plats åt Twister: Ride It Out!.
Ghostbusters 5D är en åkattraktion som är belägen i Heide Park i Tyskland. Attraktionen öppnade år 2017. Utanför åkturen finns en kopia av Ghostbusters ectomobile. 

### Serier/manga
Både Marvels brittiska tecknarstudio och NOW Comics publicerade serietidningar baserade på The Real Ghostbusters, Marvel publicerade sin version mellan mars 1988 och december 1992, NOW Comics publicerade sina mellan augusti 1988 och december 1990. År 2003 publicerade kanadensiska 88 MPH miniserien Ghostbusters: Legion. Manuset skrevs av Andrew Dabb och ritades av Steve Kurth och Serge LaPointe. Den gavs ut i fyra nummer. Tokyopop publicerade en mangaserie som släpptes i oktober 2008 baserad på TV-spelet Ghostbusters: The Video Game  med titeln Ghostbusters: Ghost Busted. IDW Publishing släppte en serieversion baserad på franchisen med titeln Ghostbusters: The Other Side, manusets skrevs av Keith Champagne och ritades av Tom Nguyen. En ny serie släpptes senare 2009 med titeln Ghostbusters: Displaced Aggression.

### Böcker
2004 skrev författaren Sholly Fisch romanen Ghostbusters: The Return. Den publicerades till 20-årsjubileet av franchisen. Berättelsen i romanen utspelas fem år efter händelserna i Ghostbusters 2. Peter Venkman siktar på en karriär som politiker i New York samtidigt som nya faror dyker upp.